# Simon Sudbury

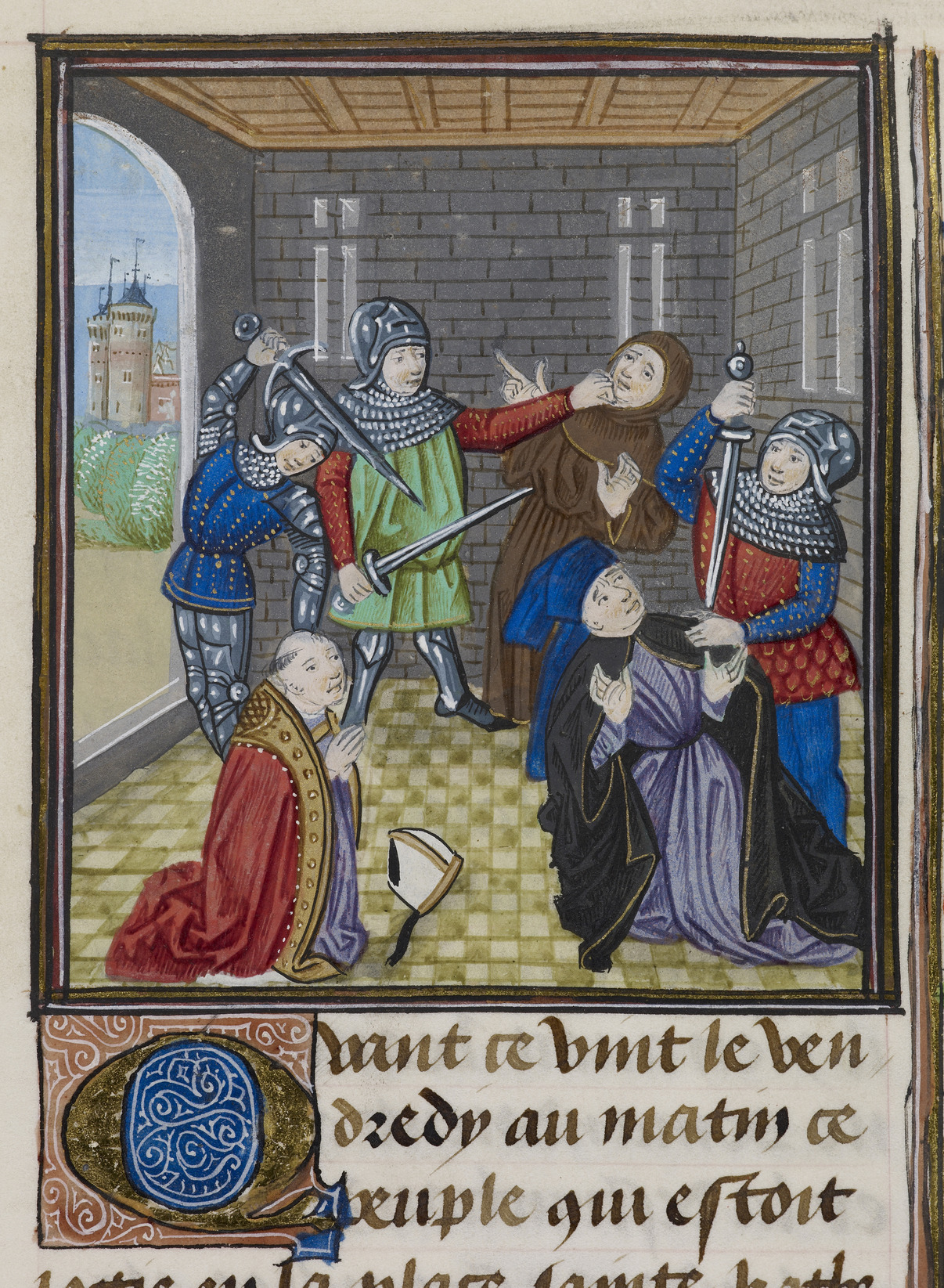
Die Ermordung von Sudbury, fälschlicherweise im Tower. Zwischen 1460 und 1480 entstandene Buchmalerei.

Simon Sudbury (auch Simon Theobald oder Thebaud) (* um 1316 in East Dereham, England; † 14. Juni 1381 in London) war ein englischer Geistlicher. Von 1361 bis 1375 war er Bischof von London, von 1375 bis zu seinem Tod Erzbischof von Canterbury und ab 1380 Kanzler. Er wurde während des Bauernaufstands im Jahr 1381 ermordet.

## Herkunft und Ausbildung
Simon wurde als Sohn von Nigel Theobald (oder Thebaud) und dessen Frau Elizabeth geboren. Sein Vater war ein reicher Kaufmann, der mit Woll- und Pelzbekleidung handelte und dazu ein Lehen von Elizabeth de Clare hielt. Sein älterer Bruder John wurde 1360 und 1362 für Essex in das Parlament gewählt. Simon wurde später nach der Stadt Sudbury in Suffolk benannt, wo sein Vater ein Haus besaß, doch über seine Jugend und Ausbildung ist nichts bekannt. 1344 wird er als Doktor bezeichnet, da er später Stiftungen zugunsten der Universität Cambridge machte, hatte er vermutlich in Cambridge Civil Law studiert.

## Karriere als Geistlicher
1344 erhielt Sudbury das Amt des Rektors von Wickhambrook in Suffolk, wenig später erhielt er vom Abt von Bury St Edmunds eine Pfründe in Herringswell in Suffolk. Vor 1345 war er dazu in den Dienst von Bischof William Bateman von Norwich eingetreten. Damit wurde er rasch in den erbitterten Streit zwischen dem Abt von Bury St Edmunds und Bischof Bateman  verwickelt, in dem der Bischof einen Vertreter des Abtes exkommunizieren ließ. Daraufhin ließ König Eduard III. sowohl Bateman wie auch den Abt verhaften, dazu auch die Gefolgsleute Batemans, die die Exkommunikation verkündet hatten. Sudbury konnte der Festnahme entkommen und flüchtete im Frühsommer 1346 an den päpstlichen Hof nach Avignon, wo er sich weiter für Bateman einsetzte. Vermutlich hatte Sudbury dazu seit 1344 kanonisches Recht studiert, für das er vor 1348 erfolgreich die Prüfung bestand. Wegen seiner guten Leistungen in diesem Gebiet wurde er von Papst Clemens VI. vor Juli 1349 zum Auditor der Rota ernannt, dieses Amt bekleidete er mehr als zehn Jahre lang. Dafür erhielt er vom Papst zahlreiche weitere Pfründen in England, unter anderem Kanonikerstellen in Lincoln und Hereford und 1353 das Amt des Kanzlers der Diözese Salisbury. Durch diese Pfründen bezog Sudbury jährliche Einkünfte von bis zu 160 Mark, doch durch diese päpstliche Förderung war er bei den englischen Geistlichen unbeliebt.
Die englische Regierung unternahm nichts gegen die Verleihungen der Ämter an Sudbury, da er wegen der Vergehen im Gefolge von Bateman nie offiziell angeklagt oder geächtet worden war. 1356 wurde er vollends rehabilitiert, als er im Auftrag von Papst Innozenz VI. nach England reiste, um während des Hundertjährigen Kriegs König Eduard III. zum Frieden mit Frankreich zu drängen. Sudbury blieb erfolglos, doch der König bat ihn, sich für englische Belange am Papsthof einzusetzen. 1357 ernannte er ihn zum Anwalt, der bei Verletzungen des Vertrags von Berwick, der den Zweiten Schottischen Unabhängigkeitskrieg beendete, kirchliche Sanktionen verhängen sollte.

## Bischof von London
Sudburys Dienste für den König zahlten sich aus, als der Papst 1361 die Wahl des königlichen Treasurers Simon Langham zum Bischof von London ablehnte. Als neuer Kandidat wurde Sudbury vorgeschlagen und gewählt. Am 22. Oktober 1361 stimmte der König der Wahl zu, und am 20. März 1362 wurde Sudbury in der St Paul’s Cathedral zum Bischof geweiht. Die Temporalien hielt der König allerdings zurück, bis Sudbury ihm am 15. Mai 1362 persönlich die Treue schwor.
In den nächsten zehn Jahren kümmerte sich Sudbury hauptsächlich um seine Diözese. Er galt als beliebter Bischof, der zahlreiche Aufgaben selbst erledigte und nur kleinere Entscheidungen seinen Vertretern und Beamten überließ. Um die geistliche Disziplin besorgt, achtete er darauf, dass die Geistlichen ihre Ämter wahrnahmen und nicht unerlaubterweise ihre Pflichten vernachlässigten. Dennoch hatte er zu den Geistlichen seiner Diözese meistens ein gutes Verhältnis, selbst zu dem sonst widerspenstigen Kathedralkapitel der St Paul’s Cathedral. Als Papst Urban V. 1363 Sudbury in die Diözese Worcester versetzen wollte, weil er Bischof William Lynn von Chichester in dessen Streit mit dem Earl of Arundel nicht ausreichend unterstützt hätte, setzten sich die Bürger der City of London für Sudbury ein, der ein guter geistlicher Hirte sei und einen vorbildlichen Lebenswandel führte. Dies führte mit dazu, dass Sudbury Bischof von London blieb.
Neben seinen geistlichen Aufgaben übernahm Sudbury weiterhin Aufgaben für den König. Ab 1365 nahm er gelegentlich an königlichen Ratsversammlungen teil. Dazu sandte ihn Eduard III. zwischen Juli 1364 und November 1365 dreimal als Gesandten nach Calais und in die Niederlande, um Verhandlungen über die Heirat des Königssohns Edmund von Langley mit Margarete von Flandern, der Erbin der Grafschaft Flandern zu führen. Die Heirat scheiterte schließlich auf Drängen des französischen Königs am Einspruch des Papstes, doch Sudbury hatte sich als Diplomat einen guten Ruf bei der königlichen Verwaltung erarbeitet. Zu Beginn der 1370er Jahre stieg Sudbury anstelle von Erzbischof William Whittlesey von Canterbury zum führenden geistlichen Ratgeber des Königs auf. Es war Sudbury, der das durch hohe päpstliche Steuern aufgebrachte und antigeistlich eingestellte House of Commons beruhigen konnte und den Abgeordneten im April 1371 und im Dezember 1373 das Versprechen abrang, weitere finanzielle Unterstützungen für die Kirche zu gewähren. Dazu trug sicherlich bei, dass Sudbury sich auf Englisch anstatt auf Latein an die Parlamentsversammlung wandte, um die Notwendigkeit der Unterstützung zu erläutern. Daneben bezeugte Sudbury ab 1371 wieder zahlreiche königliche Urkunden und diente noch mehrmals als Gesandter, vor allem bei den auf Initiative von Papst Gregor XI. stattfindenden Friedensverhandlungen mit Frankreich, die im Februar 1372 und im Januar 1373 in Calais sowie im Februar 1375 in Brügge stattfanden.

## Erzbischof von Canterbury

### Wahl zum Erzbischof
Als im Juni 1374 Erzbischof Whittlesey starb, galt Sudbury als aussichtsreichster Kandidat für das Amt des Oberhaupts der Kirche von England. Dennoch wählte das Kathedralkapitel zunächst Kardinal Simon Langham zum neuen Erzbischof, doch diese Wahl wurde vom Papst abgelehnt. Nachdem anschließend Sudbury zum neuen Erzbischof gewählt worden war, zögerte Gregor XI. die Bestätigung heraus, um die Zustimmung der englischen Regierung für eine neue hohe Besteuerung der englischen Geistlichkeit durch den Papst zu erreichen. Schließlich bestätigte der Papst am 4. Mai 1375 Sudbury als neuen Erzbischof.

### Enger Anschluss an die Regierung
Zu Beginn seiner Amtszeit als Erzbischof hielt sich Sudbury politisch zurück. Nachdem er zwischen Oktober 1375 und April 1376 erneut der englischen Delegation angehört hatte, die ergebnislose Friedensverhandlungen mit Frankreich in Brügge führte, wurde er nach seiner Rückkehr nach England sofort in die politische Krise verwickelt, die durch die Beschlüsse des Guten Parlaments von Juni 1376 entstand. Sudbury, der während des Parlaments zu einem der neun Mitglieder des Königlichen Rates ernannt worden war, spielte jedoch zunächst innerhalb der Regierung nur eine kleine Rolle. Vor allem diente er der Regierung als überzeugender Sprecher, wie seine Reden vor den Parlamenten im Juni 1376 und im Oktober 1377 zeigten. Am 16. Juli 1377 krönte er den Enkel von Eduard III., den jungen Richard II. zum neuen König.

### Innerkirchliche Konflikte

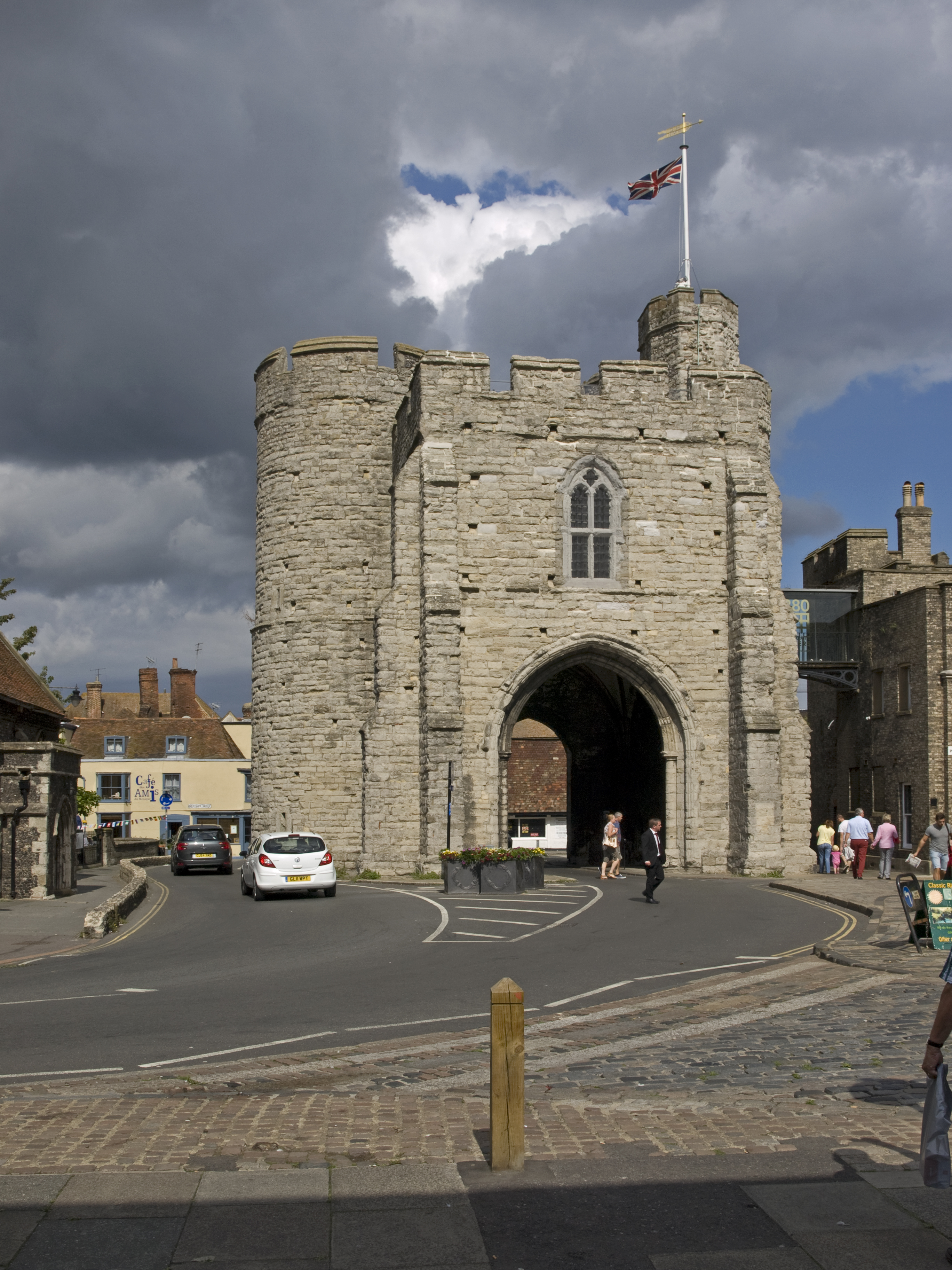
Das Westgate von Canterbury, dessen Bau von Sudbury finanziert wurde

Sudbury nahm seine Aufgaben als Primas der englischen Kirche gewissenhaft und genau wahr. 1378 berief er zwei Versammlungen der Geistlichkeit seiner Kirchenprovinz ein, in denen er die Einhaltung der geistlichen Disziplin einforderte. Mehrfach führte er Visitationen der wichtigsten Klöster innerhalb der Erzdiözese Canterbury durch. Durch seine Anordnung Effrenata generis versuchte er im Oktober 1378 die Gehälter der Gemeindepriester zu regeln. Als 1378 das Kirchenasyl von Westminster verletzt wurde, bekräftigte er gegenüber den Behörden die Privilegien der Kirche. Seine Besteuerung der Geistlichkeit war im Allgemeinen erfolgreich und erfüllte die Mindestforderungen der Regierung. Andererseits wurde Sudbury rasch in einen heftigen Rechtsstreit mit Bischof William Courtenay von London verwickelt. Als er im Frühjahr 1377 die Entscheidung des Königs akzeptierte, dass Bischof William Wykeham von Winchester von den Parlamentsversammlungen ausgeschlossen wurde, führte dies zu heftigen Anschuldigungen gegen Sudbury, weil er den König zu stark unterstützen würde. Sein Führungsanspruch über die englische Kirche wurde dabei in Frage gestellt, und schließlich musste Sudbury angesichts der Proteste der Geistlichkeit, vor allem von Bischof Courtenay und von Bischof Henry Despenser von Norwich Wykeham wieder zu Versammlungen zulassen. Ein weiterer Zankapfel zwischen Sudbury und anderen Bischöfen, vor allem Courtenay, war seine relative Nachsicht gegenüber dem Reformer John Wyclif. Obwohl er im Dezember 1377 die päpstliche Bulle veröffentlichte, die Wyclifs Lehre verdammte, und er ihn im Mai 1378 im Lambeth Palace persönlich verhörte, gehorchte er nicht der Anweisung Gregors XI., Wyclif ins Gefängnis zu werfen. Er begründete dies, indem er Wyclifs Behauptungen für schadhaft, aber dennoch für wahr hielt.

### Ausbau der Kathedrale von Canterbury und weitere Bauten und Stiftungen
Sudbury trug erheblich zum Umbau der Kathedrale von Canterbury bei. Er begann den Neubau des Hauptschiffes der Kathedrale, den er mit mindestens £ 2000 aus eigenen Mitteln förderte. Dazu bezahlte er den Wiederaufbau des West Gate von Canterbury und finanzierte mit die Erneuerung der Stadtmauer. Auch der Ausbau von Trinity Hall in Cambridge wurden von ihm unterstützt. Zusammen mit seinem Bruder John Sudbury stiftete er 1375 die Kollegiatkirche St Gregory's in Sudbury, der er Grundbesitz mit Jahreseinkünften von 40 Mark schenkte. Dazu gründete er in Sudbury zur Priesterausbildung für die Diözese London das Simon's College.

## Kanzler von England
Ostern 1379 ernannten die Barone Sudbury zu einem Mitglied des Komitees, das die Arbeit der Regierung untersuchen sollte, und nach dem Rücktritt von Kanzler Sir Richard Scrope wurde Sudbury im Januar 1380 zum neuen Kanzler ernannt, möglicherweise gegen seinen eigenen Willen. Mit seiner ihm eigenen Gewissenhaftigkeit nahm Sudbury sein neues Amt wahr. Im November 1380 stimmte das House of Commons der weiteren Amtsausübung von ihm und den anderen Great Officers of State zu. Als Kanzler war Sudbury offiziell für die Erhebung der Kopfsteuer verantwortlich, der das Parlament im November 1380 in Northampton zugestimmt hatte. Damit wurde er zu einem Hauptziel des Bauernaufstands von 1381. Am 10. Juni 1381 stürmten aufständische Bauern aus Kent die Kathedrale von Canterbury und forderten die Kanoniker des Kathedralkapitels auf, einen neuen Erzbischof zu wählen. Sudbury solle dagegen als Verräter für seine Missetaten hingerichtet werden. Als die Revolte London erreichte, zog sich Sudbury mit dem jungen Richard II. und anderen hohen Beamten in den Tower of London zurück, wo sie von den Rebellen belagert wurden. Angeblich war Sudbury dabei gegen jegliche Zugeständnisse gegenüber den Rebellen. Als der König am 14. Juni den Rebellen bei Mile End gegenübertrat, versprach er ihnen, gegen alle Verräter in seiner Umgebung vorzugehen. Daraufhin drang eine Gruppe der Rebellen in den Tower ein, ergriff Sudbury zusammen mit dem Treasurer Robert Hales und enthauptete beide auf dem Tower Hill. Sudburys Leiche blieb zwei Tage unbeerdigt, während auf seinem abgeschlagenen Schädel eine Bischofsmitra angenagelt wurde und der Schädel anschließend auf einer Lanze aufgespießt über der London Bridge zur Schau gestellt wurde. Nach der Niederschlagung der Revolte wurde sein Körper in der Kathedrale von Canterbury beigesetzt, während sein Kopf in der von ihm gestifteten Kollegiatkirche von Sudbury beigesetzt wurde.
Im Mai 2011 wurde sein Schädel einem CT-Scan unterzogen, um sein Gesicht zu rekonstruieren. Anhand der Ergebnisse erstellten forensische Mitarbeiter der University of Dundee ein Computermodell seines Kopfes und seines Aussehens.

## Bewertung
Sudbury war ein gewissenhafter Bischof. Als Erzbischof von Canterbury achtete er auf die Einhaltung der besonderen Privilegien der Kirche, ansonsten arbeitete er eng mit der Regierung zusammen. Diese enge Zusammenarbeit wurde schon früh kritisiert, besonders von dem Chronisten Thomas Walsingham. Andererseits gelang es ihm so, trotz der anti-kirchlichen Stimmung in den 1370er Jahren in England die Stellung der Kirche zu bewahren. Seine kompromissbereite Haltung trug jedoch nicht dazu bei, die politischen und sozialen Spannungen seiner Zeit zu lösen. Dabei unterschätzte er die Wirkung der Lehren von John Wyclif. Durch seine Nachsicht konnten Wyclifs Lehren weiter verbreitet werden und seine Anhänger sich sammeln, bis sie eine Sekte, die Lollarden bildeten. Innenpolitisch unerfahren unterschätzte Sudbury auch die Auswirkungen der Erhebung der Kopfsteuer, die zu der ernsthaften Revolte von 1381 und zu seiner Ermordung führte.

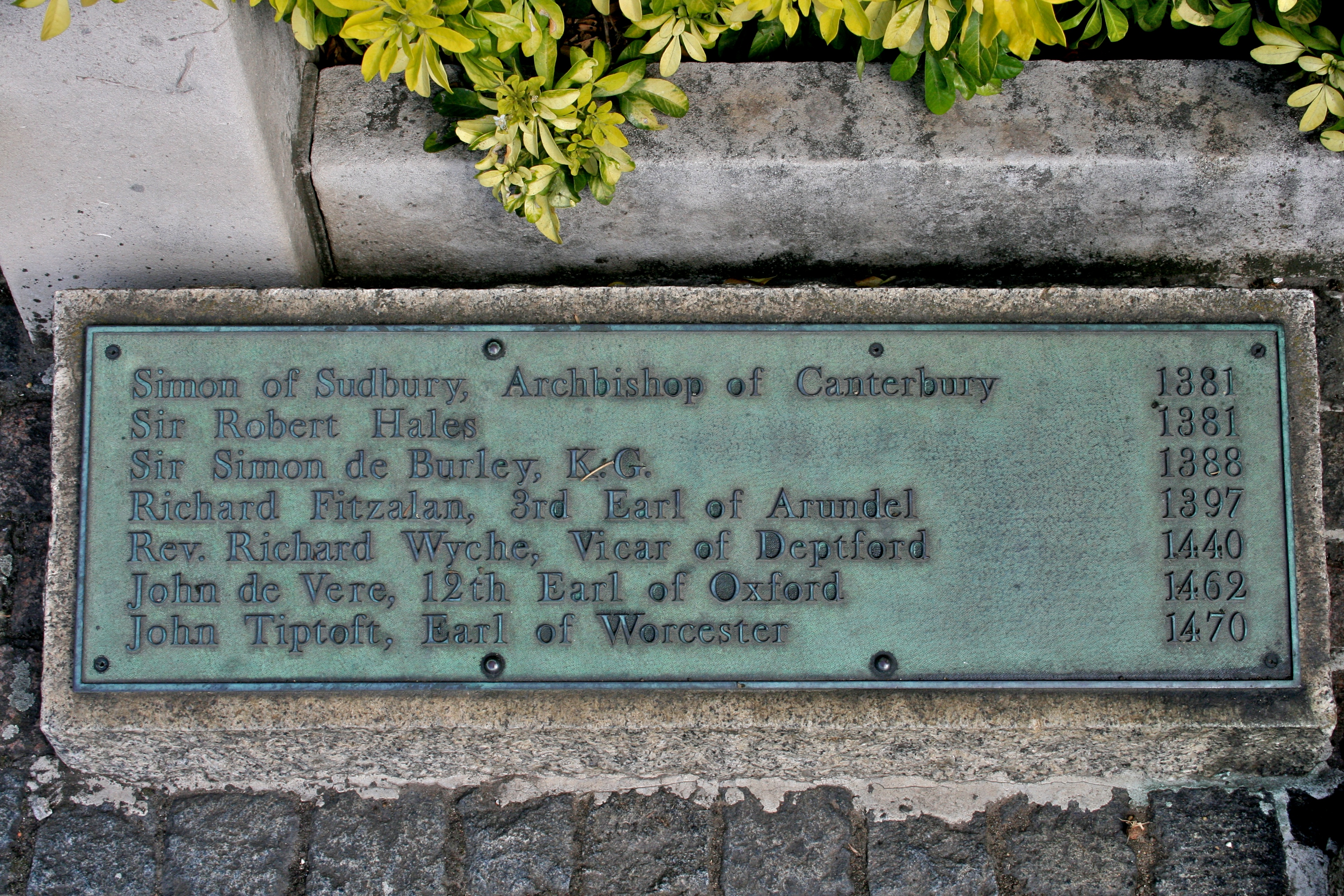
Gedenkstein auf dem Tower Hill